# When Persistency and Obstinacy Meet
When Persistency and Obstinacy Meet è un cortometraggio muto del 1912. Il nome del regista non viene riportato nei credit del film.

## Produzione
Il film fu prodotto dalla Vitagraph Company of America.

## Distribuzione
Distribuito dalla General Film Company, il film - un cortometraggio in una bobina - uscì nelle sale cinematografiche statunitensi il 9 ottobre 1912. Nel Regno Unito, fu distribuito il 30 gennaio 1913.